# Greenbrier (Arkansas)
Pour les articles homonymes, voir Greenbrier.
Greenbrier est une ville située dans l’État américain de l'Arkansas, dans le comté de Faulkner.